# Jörg Öchsl

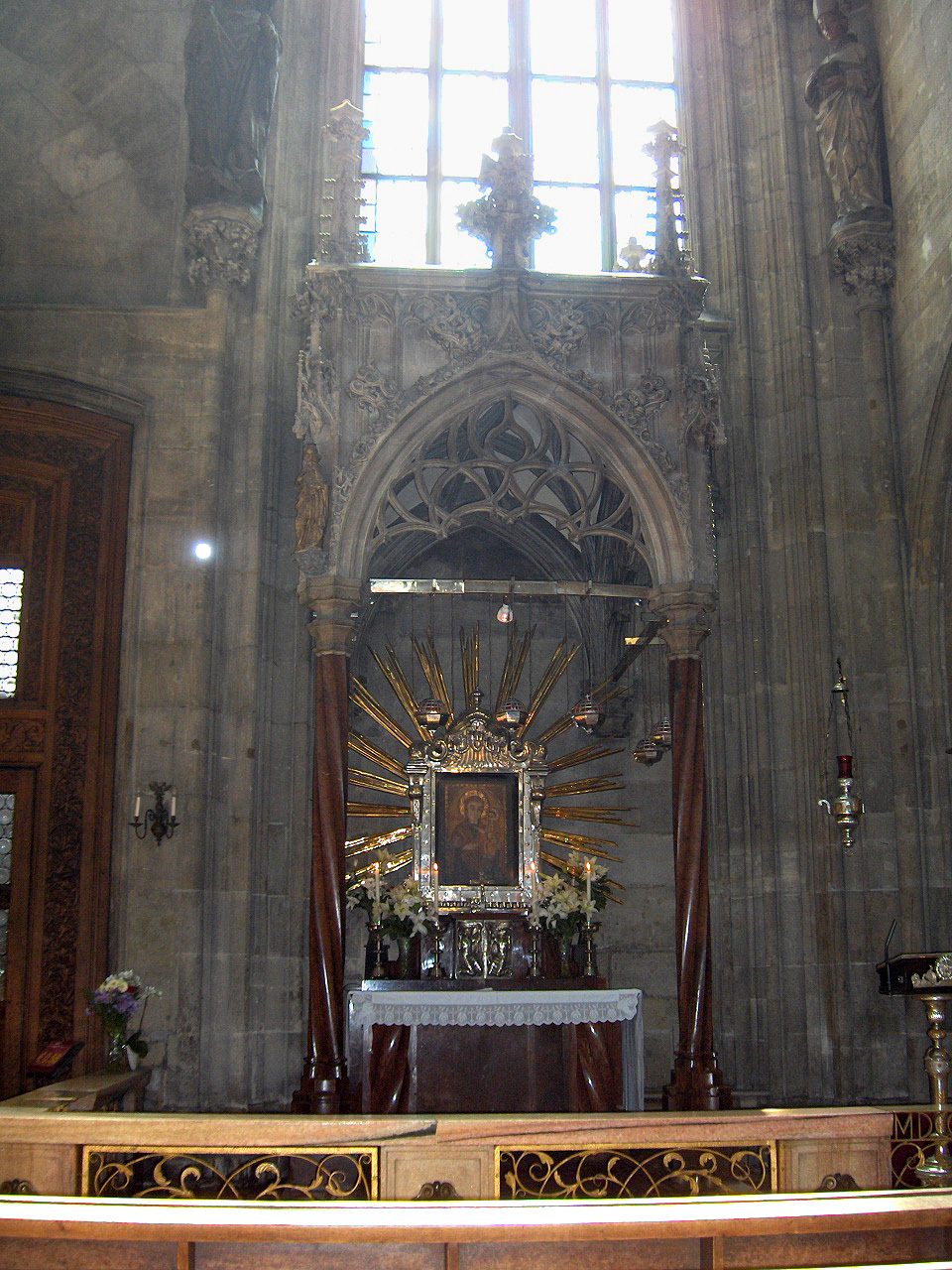
Der Öchsl-Baldachin mit dem Gnadenbild Maria Pócs oder Pötsch

Jörg Öchsl (auch: Öxl) war von 1506 bis 1510 Dombaumeister am Stephansdom in Wien.

## Leben
Als Parlier von Jörg Kling am Wiener Stephansdom ist Öchsl erstmals 1495 genannt, um ihm nach seinem Tode im Jahre 1506 als Dombaumeister nachzufolgen. Jedoch erkrankte er und die Herren von Wien baten Anton Pilgram seine Vertretung mit sofortiger Wirkung zu übernehmen und nicht erst, wie geplant, im Frühjahr 1507. Bereits Anfang des Jahres 1510 wurde Öchsl seitens des Rats der Stadt Wien zum Rücktritt veranlasst und durch Pilgram abgelöst, den der Charakterisierung Carl Oettingers zufolge, „ein harter, rücksichtsloser, kaum mehr mit subjektivem Rechtsgefühl zu vereinender Wille, sich durchzusetzen“, auszeichnete. Dabei konnte Öchsl auf die fachliche wie menschliche Anerkennung seiner Mitarbeiter in der Dombauhütte bauen, die in ihrer Eingabe gegen die Berufung Pilgrams anführten, er (Öchsl) habe „als ain beruembter Mayster etlich Jar das gepaw verrichtet“ und bereits „vast halben tayl zue einem orgelfues gemacht.“ Er besaß in dieser Zeit ein „Haus untern Riemern“ (Riemergasse 11) und es heißt auch in der Anmerkung aus dem Jahr 1510 dort, dass er als „pawmaister zue der Tumkirchen zue sandt steffan als ain beruembter Maister etlich Jar das gepaw vericht, bis er […] von Maister Anton von Brünn vom Werke verdrängt worden war.“

## Tätigkeit
Die Hauptaufgabe Öchsls war der Weiterbau des Nordturms von St. Stephan, wo der obere Abschnitt des nordwestlichen Pfeilermassivs durch die an ihm angebrachten Jahreszahlen 1507 und 1511 zweifelsfrei als sein Werk ausgewiesen ist. Die Detailformen dieses Abschnitts zeigen zugleich seinen eigenwilligen Architekturstil, der keineswegs der konservativen Gestaltungsweise seines Vorgängers Kling entspricht, sondern von dem entschiedenen Versuch zur Auflösung der spätgotischen Form geprägt ist. Auf Öchsls Tätigkeit geht vielleicht auch die Portalvorhalle des nördlichen Bischofstores zurück, da diese noch auf einer Ansicht von 1502 fehlt.
Mit Öchsl wird aber auch der nach ihm benannte und von einem Bogenrippengewölbe gedeckte Öchsl-Baldachin über dem vom Rektor der Wiener Universität Johannes Keckmann († 1512) gestifteten Martinsaltar in der Südwestecke des Domlanghauses in Verbindung gebracht. Dass schließlich auch der unter Pilgram vollendete Orgelfuß, in St. Stephan mit seinen Bogenrippen unter Verwendung des bereits vorhandenen Steinmaterials auf dem Entwurf Öchsls basiert, ist anzunehmen, weniger hingegen, dass Öchsl auch große Teile der Domkanzel errichtet habe. Nach seiner Entlassung als Wiener Dombaumeister konnte sich Öchsl, was für sein Renommee spricht, als Architekt in Wien etablieren, so ab 1513 beim Bau des Niederösterreichischen Landhauses, dessen Bogenrippengewölbe auf ihn zurückgehen.
Es heißt jedoch in einem Bericht in der Allgemeinen Theaterzeitung aus dem Jahr 1848, in dem über den „Meister Anton von Brünn“ und die Verdrängung Öchsls ausführlich berichtet wird, dass er kurz nach der Eingabe einer Anklageschrift durch die Bruderschaft, die eine Rücknahme der Ernennung Anton Pilgrams und die Wiedereinsetzung Öchsls forderte, verstorben sei. Kaiser Maximilian lehnte daher die in der Klageschrift geforderte Rücknahme ab, da ein Baumeister für die Fortsetzung der Arbeiten benötigt wurde.

## Familie
Öchsl war mit einer Frau mit dem Vornamen Anna verheiratet und hatte eine Tochter, die ebenfalls Anna hieß. Ebenso wie ihre Mutter wurde sie als besonders liebreizend und anmutig beschrieben. In der Erzählung in der Allgemeinen Theaterzeitung heißt es, dass ihr Vater beim Beginn der Arbeiten am Orgelfuß bereits mindestens siebzig Jahre alt und schon etwas gebrechlich war. Ihre Mutter soll zu der Zeit bereits 12 Jahre tot gewesen sein. Ein Freund des Vaters sei Mathäus Heyperger gewesen. Das gemeinsame Haus in der Riemerstrasse (undern Rimern) soll 1510 für 211 Pfennig an den Fleischhacker Hanns Langer und dessen Frau verkauft worden sein.